# Arnoldo di Egmond
Arnoldo di Egmond, noto anche come Arnoldo di Gheldria (1410 – Grave, 23 febbraio 1473), fu duca di Gheldria e Conte di Zutphen, dal 1423 al 1461 e poi dal 1471, alla sua morte.

## Origine
Arnoldo era figlio del signore di Egmond e di IJsselstein e Duca reggente di Gheldria, Giovanni II di Egmond e di Maria d'Arkel (1389 † 1415), che, secondo il Kronijk van Arent toe Bocop era figlia di Giovanni signore di Arkel e di Giovanna di Gheldria, figlia di Guglielmo II di Jülich e di Maria di Gheldria.

Giovanni II di Egmond era figlio del signore di Egmond e di IJsselstein, Arend di Egmont e di Yolanda di Leiningen, che era figlia di FedericoIX di Leiningen-Dagsburg e di Yolanda di Bergheim.

## Biografia
Quando il Duca di Gheldria e Duca di Jülich, Rinaldo di Jülich-Geldern morì nel 1423, senza eredi legittimi, nel Ducato di Jülich, gli succedette un membro della famiglia Jülich Adolfo, Duca di Jülich-Berg (figlio di Guglielmo II di Berg, figlio di Gerardo di Berg, fratello di Guglielmo II di Jülich), mentre, nel Ducato di Gheldria, gli succedette Arnoldo, in quanto nipote della figlia di Guglielmo II di Jülich e di Maria di Gheldria, Giovanna, e del di lei marito, Giovanni signore di Arkel, genitori della madre di Arnoldo; il documento n° 151 del Urkundenbuch für die Geschichte des Niederrheins, Volume 4, datato 22 luglio 1423, cita Arnoldo come duca di Gheldria e di Jülich e conte di Zutphen (Arnolt van gaids gniaden hertoige van Gelre ind van Gulich ind greue van Sutphen)
Dato che Arnoldo era ancora minorenne, il padre, Giovanni II di Egmond assunse la reggenza del ducato di Gheldria e della Contea di Zutphen, rimanendo alla guida del ducato per circa dieci anni.
Arnoldo acquisì il sostegno dei suoi Stati accordando loro dei privilegi anche con l'appoggio del duca di Borgogna, Filippo il Buono, del quale aveva sposato una nipote (figlia di Maria, sorella di Filippo). Ma Arnoldo tra il 1456 ed il 1457 s'inimicò il duca a causa della elezione del vescovo di Utrecht: Gijsbrecht van Brederode era stato eletto vescovo dal capitolo della cattedrale, mentre Filippo il Buono aveva fatto pressione su papa Callisto III, che nominò il figlio illegittimo di Filippo, Davide di Borgogna; anche se Gijsbrecht van Brederode si era dimesso in cambio di un cospicuo compenso, Davide non fu ben accetto e nel 1459 dovette lasciare Utrecht; Filippo, allora con l'appoggio delle città di Gheldria e di Adolfo, figlio di Arnoldo, nel 1465, lo rovesciò, lo imprigionò e lo sostituì con Adolfo, come ci viene riportato dal Clivia, Julia, Montia, Marchia, Ravensburgia, antiquae.
Filippo il Buono morì nel 1467 e gli succedette Carlo il Temerario, che non voleva essere un alleato delle municipalità. Adolfo, dopo il fallimento dei negoziati con Carlo, fu imprigionato e Arnoldo, nel 1471, fu nuovamente riconosciuto duca di Gheldria.
Contro i consigli delle città, Arnoldo, mantenendo il vitalizio, cedette a Carlo il ducato di Gheldria in cambio di 300.000 fiorini renani.
Arnoldo morì, nel 1473, a Grave, dove fu sepolto; Carlo il Temerario, nuovo duca, prese possesso del ducato di Gheldria.

## Matrimonio e discendenza
Arnoldo aveva sposato a Klèves, il 26 gennaio 1430, Caterina di Kleve (1417 † 1479), figlia del primo Duca di Kleve, Adolfo I e di Maria di Borgogna, figlia del duca di Borgogna, Giovanni Senza Paura e di Margherita di Baviera; il contratto di matrimonio era stato siglato il 22 luglio 1423 da Arnoldo, da suo padre Giovanni, dai genitori di Caterina, Adolfo I di Kleve e Maria di Borgogna e da altri testimoni.
Arnoldo da Caterina ebbe cinque figli:
- Maria (1432 † 1463), andata sposa nel 1449 a Giacomo II Stuart, re di Scozia;
- Margherita (1436 † 1486), andata sposa nel 1454 a Federico I (1417 † 1480), conte palatino di Simmern;
- Guglielmo (1434 † deceduto giovane);
- Adolfo (1438 † 1477), duca di Gheldria e Conte di Zutphen;
- Caterina (1439 † 1496), amante[11], di Luigi di Borbone, vescovo di Liegi[12], l'antenato della casa dei Borbone-Busset(1439 † 1496).

Arnoldo lasciò parimenti otto figli illegittimi.

## Ascendenza
|                                     |                          |                                   | Genitori                                |  |  | Nonni |  |  | Bisnonni                      |  |  | Trisnonni                       |  |
|                                     |                          |                                   |                                         |  |  |       |  |  | Giovanni I, signore di Egmond |  |  | Gualtiero II, signore di Egmond |  |
|                                     |                          |                                   |                                         |  |  |       |  |  | Giovanni I, signore di Egmond |  |  | Gualtiero II, signore di Egmond |  |
|                                     |                          | Beatrice di Brederode             |                                         |  |  |       |  |  | Giovanni I, signore di Egmond |  |  |                                 |  |
| Arnoldo, signore di Egmond          |                          |                                   |                                         |  |  |       |  |  | Giovanni I, signore di Egmond |  |  |                                 |  |
|                                     |                          | Guida, signora di IJsselstein     | Arnoldo, signore di IJsselstein         |  |  |       |  |  |                               |  |  |                                 |  |
|                                     |                          | Guida, signora di IJsselstein     | Arnoldo, signore di IJsselstein         |  |  |       |  |  |                               |  |  |                                 |  |
|                                     |                          | Guida, signora di IJsselstein     | Maria d'Avesnes                         |  |  |       |  |  |                               |  |  |                                 |  |
| Giovanni II, signore di Egmond      |                          | Guida, signora di IJsselstein     |                                         |  |  |       |  |  |                               |  |  |                                 |  |
|                                     |                          | Federico VIII, conte di Leiningen | Federico VI, conte di Leiningen         |  |  |       |  |  |                               |  |  |                                 |  |
|                                     |                          | Federico VIII, conte di Leiningen | Federico VI, conte di Leiningen         |  |  |       |  |  |                               |  |  |                                 |  |
|                                     |                          | Federico VIII, conte di Leiningen | Giuditta di Isenburg-Limburg            |  |  |       |  |  |                               |  |  |                                 |  |
| Yolanda di Leiningen                |                          | Federico VIII, conte di Leiningen |                                         |  |  |       |  |  |                               |  |  |                                 |  |
|                                     |                          | Yolanda di Jülich-Bergheim        | Goffredo di Jülich, signore di Bergheim |  |  |       |  |  |                               |  |  |                                 |  |
|                                     |                          | Yolanda di Jülich-Bergheim        | Goffredo di Jülich, signore di Bergheim |  |  |       |  |  |                               |  |  |                                 |  |
|                                     |                          | Yolanda di Jülich-Bergheim        | Elisabetta di Kleve-Hülchrath           |  |  |       |  |  |                               |  |  |                                 |  |
| Arnoldo di Egmond, duca di Gheldria |                          | Yolanda di Jülich-Bergheim        |                                         |  |  |       |  |  |                               |  |  |                                 |  |
|                                     | Ottone, signore di Arkel | Giovanni IV, signore di Arkel     |                                         |  |  |       |  |  |                               |  |  |                                 |  |
|                                     | Ottone, signore di Arkel | Giovanni IV, signore di Arkel     |                                         |  |  |       |  |  |                               |  |  |                                 |  |
|                                     | Ottone, signore di Arkel | Ermengarda di Kleve               |                                         |  |  |       |  |  |                               |  |  |                                 |  |
| Giovanni V, signore di Arkel        | Ottone, signore di Arkel |                                   |                                         |  |  |       |  |  |                               |  |  |                                 |  |
|                                     |                          | Elisabetta di Bar                 | Teobaldo di Bar, signore di Pierrepont  |  |  |       |  |  |                               |  |  |                                 |  |
|                                     |                          | Elisabetta di Bar                 | Teobaldo di Bar, signore di Pierrepont  |  |  |       |  |  |                               |  |  |                                 |  |
|                                     |                          | Elisabetta di Bar                 | Maria di Namur                          |  |  |       |  |  |                               |  |  |                                 |  |
| Maria di Arkel                      |                          | Elisabetta di Bar                 |                                         |  |  |       |  |  |                               |  |  |                                 |  |
|                                     |                          | Guglielmo II, duca di Jülich      | Guglielmo I, duca di Jülich             |  |  |       |  |  |                               |  |  |                                 |  |
|                                     |                          | Guglielmo II, duca di Jülich      | Guglielmo I, duca di Jülich             |  |  |       |  |  |                               |  |  |                                 |  |
|                                     |                          | Guglielmo II, duca di Jülich      | Giovanna di Hainaut                     |  |  |       |  |  |                               |  |  |                                 |  |
| Giovanna di Jülich                  |                          | Guglielmo II, duca di Jülich      |                                         |  |  |       |  |  |                               |  |  |                                 |  |
|                                     |                          | Maria, duchessa di Gheldria       | Rinaldo II, duca di Gheldria            |  |  |       |  |  |                               |  |  |                                 |  |
|                                     |                          | Maria, duchessa di Gheldria       | Rinaldo II, duca di Gheldria            |  |  |       |  |  |                               |  |  |                                 |  |
|                                     |                          | Maria, duchessa di Gheldria       | Sofia Berthout, signora di Malines      |  |  |       |  |  |                               |  |  |                                 |  |
|                                     |                          | Maria, duchessa di Gheldria       |                                         |  |  |       |  |  |                               |  |  |                                 |  |

### Fonti primarie
- (NL)  Urkundenbuch für die Geschichte des Niederrheins, Volume 4.
- (NL)  Kronijk van Arent toe Bocop.
- (LA)  Clivia, Julia, Montia, Marchia, Ravensburgia, antiquae.